# الزيارات المنزلية

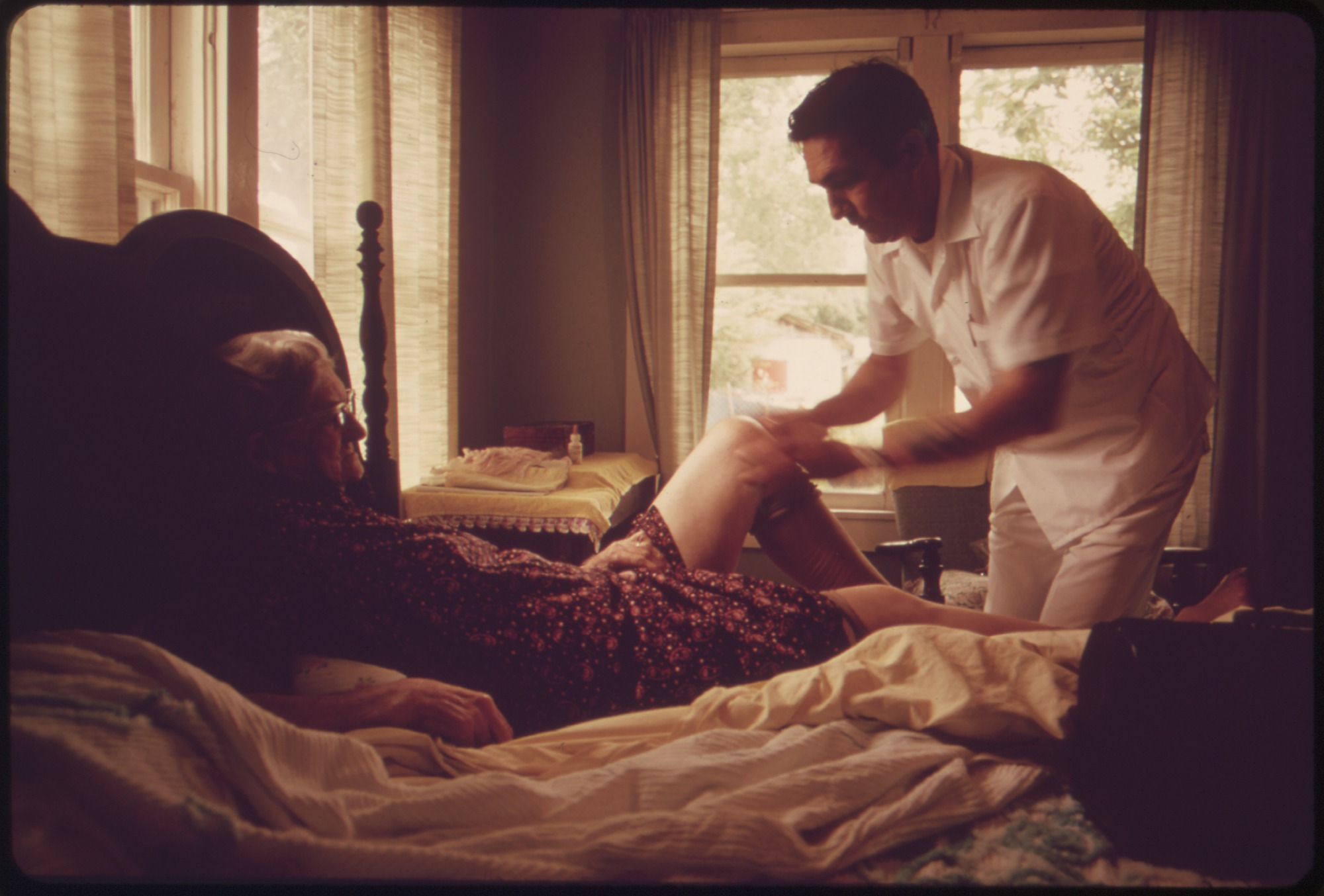
طبيب يزور مريضًة مسنًة، بالقرب من سان أنطونيو، تكساس، في مايو 1973

الزيارات المنزلية، أو الزيارة المنزلية، هي نوع من أنواع خدمة العملاء حيث يقوم موفر الخدمة بالذهاب إلى منزل المستهلك، بدلاً من أن يقوم المستهلك بزيارة محل عمل المورد.
وعادةً يتم ربط الزيارة المنزلية بزيارات الدكتور المنزلية، التي كانت منتشرة في الولايات المتحدة حتى أواخر الستينيات من القرن العشرين.[بحاجة لمصدر] وفي الوقت الحاضر في كاليفورنيا، أصبحت الزيارات المنزلية كزيارات طب الأسنان سائدة في جميع أنحاء منطقة خليج سان فرانسيسكو وأيضًا في منطقة سان دييغو الكبرى.[بحاجة لمصدر]
وبدأت ميديكير (Medicare) مشروعًا رائدًا يُعيد تكلفة الزيارات المنزلية للعملاء الذين يستوفون شروط الاستحقاق.
ويتم تقديم خدمة الزيارات المنزلية الخاصة بطب الأطفال من قِبل العديد من الممرضات الممارسات والأطباء الممارسين. يقدم البعض منهم الرعاية الكاملة للطفل والزيارات المرضية، بينما يقتصر البعض الآخر في عمله على الزيارات المرضية فقط. وتتم الزيارات المنزلية الآن بأشكال تكنولوجية متعددة تشتمل، على سبيل المثال لا الحصر، على السجلات الطبية الإلكترونية والموازين المحمولة والتشخيصات المعملية.
العيادة الوحيدة لطب الأطفال التي تقوم بزيارات منزلية موجودة في ولاية واشنطن، وهي تقع في ريدموند، واشنطن.